# Ернестиново
Ернестиново је градић и средиште општине у источној Славонији, Осјечко-барањска жупанија, Република Хрватска.

## Историја
До нове територијалне организације у Хрватској, подручје Ернестинова припадало је великој предратној општини Осијек.

## Становништво
На попису становништва 2011. године, општина Ернестиново је имала 2.189 становника, од чега у самом Ернестинову 1.047.
До краја Другог светског рата, већину становника Ернестинова чинили су Немци.

## Попис 1991.
На попису становништва 1991. године, насељено место Ернестиново је имало 1.495 становника, следећег националног састава:
| Попис 1991.‍   | Попис 1991.‍  | Попис 1991.‍ | Попис 1991.‍ | Попис 1991.‍ |
| ------------- | ------------ | ----------- | ----------- | ----------- |
|               |              |             |             |             |
| Хрвати        | Хрвати       |             | 1.099       | 73,51%      |
| Срби          | Срби         |             | 297         | 19,86%      |
| Југословени   | Југословени  |             | 45          | 3,01%       |
| Мађари        | Мађари       |             | 6           | 0,40%       |
| Словаци       | Словаци      |             | 4           | 0,26%       |
| Муслимани     | Муслимани    |             | 3           | 0,20%       |
| Немци         | Немци        |             | 3           | 0,20%       |
| Чеси          | Чеси         |             | 3           | 0,20%       |
| Албанци       | Албанци      |             | 2           | 0,13%       |
| неопредељени  | неопредељени |             | 13          | 0,86%       |
| непознато     | непознато    |             | 20          | 1,33%       |
| укупно: 1.495 |              |             |             |             |